# Gödenstorf
Gödenstorf ist eine Gemeinde im Landkreis Harburg in Niedersachsen.

## Geografie

### Geografische Lage
Gödenstorf liegt am Ostrand des Naturschutzgebietes Lüneburger Heide. Die Gemeinde gehört der Samtgemeinde Salzhausen an, die ihren Verwaltungssitz in der Gemeinde Salzhausen hat.

### Gemeindegliederung
Die Ortsteile der Gemeinde sind:
- Gödenstorf
- Lübberstedt

## Geschichte
Gödenstorf wurde 1289 als Godingstorpe erstmals urkundlich erwähnt. Südlich des Ortes liegt der eisenzeitliche Schachtofen von Gödenstorf.
Lübberstedt wurde 1252 als Lubberstede erstmals urkundlich erwähnt.

## Eingemeindungen
Am 1. Juli 1972 wurde die Nachbargemeinde Lübberstedt eingegliedert.

## Bürgermeister
Bei der Kommunalwahl 2021 wurde Jörg Kraus in die Position des ehrenamtlichen Bürgermeisters gewählt. Er löst damit seine Vorgängerin Malene Schröder ab.

## Kultur und Sehenswürdigkeiten

### Feuerwehr
Die örtliche Freiwillige Feuerwehr wurde 1921 gegründet und im Jahre 1934 mit der Feuerwehr des Nachbarortes Oelstorf zur Freiwilligen Feuerwehr Gödenstorf-Oelstorf zusammengelegt. Sie besteht aus etwa 40 aktiven Mitgliedern und Förderern in einem Förderverein. Außerdem führt die Feuerwehr örtliche Veranstaltungen durch, wie Public Viewing zu Fußball-Ereignissen, Grillvergnügen und den Laternenumzug.

### Faslam
Der Faslamsclub Gödenstorf besteht seit dem Jahre 1953. Im Laufe der Jahre haben sich die Nachbarorte Oelstorf und Lübberstedt dem Club angeschlossen. Das Faslamsfest wird meistens am 1. Wochenende im Januar, in Lübberstedt auf dem Schüttenhof gefeiert.

### Fan-Clubs
Der ortsansässige HSV-Fan-Club wurde am 28. März 1993 unter dem Namen „Richard Golz Fan-Club“ gegründet. Nachdem der Torwart Richard Golz 1998 den HSV verlassen hatte, benannte sich der Fan-Club in „HSV Fan-Club Gödenstorf-Garlstorf“ um. Der Fan-Club des Hamburger Vereins organisiert regelmäßig Fahrten zu den Heim- und Auswärtsspielen des HSV.

### Sport
Der Fußballverein „FC Hohe Heide“ besteht seit 1975 und ist ein reiner Freizeitverein. Der erste Vorsitzende und Mitbegründer des Vereins ist seit 1975 Klaus Voigts.

## Verkehr
Zur Autobahn A 7, die im Westen der Gemeinde liegt, sind es etwa drei Kilometer. Zudem liegt Gödenstorf an der Bahnstrecke Winsen–Hützel, die vorwiegend im Güterverkehr befahren wird.